# Erpillide
(Testamento di Aristotele, in: Diogene Laerzio, Vita dei filosofi, V,1,12-14)
Erpillide (in greco antico: Ἑρπυλλίς?, Herpyllìs; Megara o Stagira, ... – dopo il 322 a.C.) è stata l'amante del filosofo Aristotele, da cui ebbe il figlio Nicomaco.

## Biografia
Le notizie su Erpillide sono molto frammentarie: da Diogene Laerzio sappiamo che era l'amante del filosofo Aristotele, che da lei ebbe il figlio Nicomaco dopo che la moglie Pizia morì, mentre Alcifrone riporta che la donna era originaria di Megara e che Aristotele aveva dilapidato parte delle sue sostanze per compiacerla ed infine Eusebio riporta, in contraddizione con Alcifrone, che Erpillide era originaria di Stagira.
Mentre alcuni critici moderni sostengono che Erpillide fosse la seconda moglie legittima di Aristotele, altri ritengono che doveva essere solo la sua amante sia perché sia Diogene che Alcifrone che Eusebio non menzionano alcun matrimonio tra il filosofo ed Erpillide, sia perché Nicomaco, il figlio naturale che il filosofo aveva avuto da lei, viene nominato nel testamento dopo Nicanore, che era solo il nipote del filosofo e promesso sposo della figlia primogenita, Pizia la giovane, avuta dalla moglie Pizia.
In una citazione dell'opera Sulla lussuria degli antichi (Περὶ παλαιᾶς τρυφῆς), attribuita ad Aristippo e riportata da Diogene Laerzio, l'autore sostiene che Aristotele aveva sposato una concubina di Ermia, col permesso di costui. Dato che Ermia era il suocero di Aristotele, non è chiaro se l'autore di questo passo parlasse di Pizia, che però era la figlia di Ermia, non la sua concubina, oppure di Erpillide, ma in tal caso quest'ultima avrebbe effettivamente sposato il filosofo, fatto non riportato altrove, oppure di una terza donna della quale però nessuna fonte antica riporta notizie.
Aristotele menziona Erpillide nel suo testamento, riportato anch'esso da Diogene Laerzio, dove raccomanda agli esecutori testamentari e al futuro genero Nicanore che venisse assegnata ad Erpillide una cospicua parte dell'eredità, ovvero un talento d'argento (equivalente all'ingente somma di 6000 dracme), quattro schiavi (oltre alla schiava già in suo possesso) e la casa paterna a Stagira, oppure un'altra casa di proprietà di Aristotele a Calcide, in base alle preferenze della donna, che doveva anche approvarne gli arredi.
Infine, il filosofo stagirita nelle sue ultime volontà raccomanda agli esecutori testamentari che venga degnamente organizzato il matrimonio di Erpillide, nel caso volesse sposarsi, sottolineando anche l'affetto che la donna aveva avuto nei suoi confronti quando era in vita.